# Cuestionario Proust
El Cuestionario Proust es un conjunto de preguntas contestadas por el escritor francés Marcel Proust durante el siglo XIX, usado a menudo por entrevistadores modernos.
Proust contestó el cuestionario en un álbum de confesión —una forma de juego de sala popular entre Victorianos. El álbum pertenecía a su amiga Antoinette, hija del futuro presidente francés Félix Faure, titulado "Álbum para grabar pensamientos, sentimientos, etc."
El álbum fue encontrado en 1924 por el hijo de Faure, y publicado en la revista literaria francesa Les Cahiers du Mois. Fue subastado el 27 de mayo de 2003 por €102,000 ($113,609.46USD).[cita requerida]
Otras figuras históricas que han contestado álbumes de confesión son Oscar Wilde, Karl Marx, Arthur Conan Doyle, Stéphane Mallarmé y Paul Cézanne.
El presentador francés Bernard Pivot usó un cuestionario similar al final de cada episodio de su show Apostrophes. Inspirado por Bernard Pivot, James Lipton,  presentador del programa de TV Inside the Actors Studio, usa un cuestionario similar.  Lipton a menudo ha dicho incorrectamente que el cuestionario es invención de Pivot.
Un cuestionario similar se observa regularmente en la página trasera de la revista Vanity Fair, contestado por varias celebridades. En octubre de 2009, Vanity Fair lanzó una versión interactiva del cuestionario que compara respuestas individuales con las de varias luminarias.
Otra versión del cuestionario, respondido por varios escritores canadienses, se presenta regularmente en el programa de radio The Next Chapter.

## Introducción en España del cuestionario Proust
El Cuestionario Proust fue introducido en España por iniciativa del joven periodista Lluís Permanyer. Lo había descubierto en la biografía escrita por André Maurois. Le pareció que era una fórmula atractiva para proponerla al muy acreditado semanario barcelonés “Destino” y someterla a grandes figuras del mundo cultural. 
Comenzó con el ceramista Josep Llorens Artigas: una página entera apareció en 1962; por un error de imprenta no iba firmado por Permanyer. Hasta finales de 1964 publicó 68 entrevistas. Se ilustraban, además del retrato fotográfico, con la reproducción de la firma y algunas respuestas manuscritas, lo que permitió pedir a los catalanes que lo hicieran en su lengua, entonces prohibida en prensa por la censura franquista. 
Fue la primera vez que ciertos creadores extranjeros de categoría eran entrevistados por un periodista local, como por ejemplo Arthur Rubinstein, Georges Simenon, Eugène Ionesco, Salvatore Quasimodo recién premiado con el Nobel de Literatura, Marcel Achard, Erskine Caldwell o Marcel Marceau. La censura prohibió publicar la entrevista del poeta Josep Carner. Fue la primera vez que exiliados como José Bergamín, Alejandro Casona o José Ferrater Mora y antifranquistas como Joan Coromines aceptaron contestar las históricas 31 preguntas.
En 1967 Permanyer seleccionó algunos de los personajes publicados en “Destino” para incorporarlos junto con otros inéditos en un libro. Y aprovechó para convencer por ejemplo a Josep Pla; y también a Joan Miró  y Salvador Espriu, quienes se habían negado a hacerlo en el obligado castellano de “Destino”.
Se adelantaba así a la publicación en Francia en 1969 de un libro parecido.
Ya redactor de “La Vanguardia”, Permanyer recibió el encargo del director para introducir el Cuestionario. Y entre 1978 y 1980 publicó 81 entrevistas, siempre a personajes destacados de la cultura española y extranjera. Aunque, dada la singularidad de la transición, pareció oportuno incorporar a los políticos más representativos: Felipe González, Santiago Carrillo y Manuel Fraga. Todas las entrevistas fueron también recogidas en libro en 1981.

## El cuestionario
Hay dos conjuntos sobrevivientes de respuestas a las preguntas del álbum de confesiones de Proust: el primero, de 1885 o 1886, es para un álbum de confesiones inglés, aunque sus respuestas están en francés. El segundo, de 1891 o 1892, es de un álbum francés, Les confidences de salon ("Las confidencias de salón"), que contiene traducciones de las preguntas originales a las que les faltan algunas que estaban en la versión inglesa y añadiendo otras.
| Preguntas de Confessions                                                               | Preguntas de Confidences                | Respuestas de Proust 1890 | Respuestas de Proust 1896 |
| -------------------------------------------------------------------------------------- | --------------------------------------- | --- | --- |
| Your favourite virtue (Su virtud favorita)                                             | El aspecto principal de mi personalidad | La necesidad de ser amado; más precisamente, la necesidad de ser acariciado y dañado más que la necesidad de ser admirado.          | Todas las virtudes que no están limitadas a una secta: las virtudes universales.                                                                               |
| Your favourite qualities in a man (Sus cualidades favoritas en un hombre).             | La cualidad que deseo en un hombre.     | El encanto femenino. | Inteligencia, sentido moral. |
| Your favourite qualities in a woman (Sus cualidades favoritas en una mujer).           | La cualidad que deseo en una mujer.     | Las virtudes masculinas y la unión de la amistad.                                                                                   | Gentileza, naturalidad, inteligencia. |
| Your chief characterisctic (Su principal característica).                              | ----                                    | ---- | |
| What you appreciate the most in your friends (Lo que usted más aprecia en sus amigos). | Lo que más aprecio en mis amigos        | Tener ternura para mí, si su personaje es lo suficientemente exquisito para prodigar bien alto el precio de su ternura.             | |
| Your main fault (Su principal error).                                                  | Mi principal error                      | No saber, no ser capaz de "querer".                                                                                                 | |
| Your favourite occupation (Su ocupación favorita).                                     | Mi ocupación favorita.                  | Amar. | Leer, vestirme, escribir poesía, historia, teatro. |
| Your idea of happiness (Su idea de la felicidad).                                      | Mi sueño de felicidad.                  | Tengo miedo de que no sea lo suficientemente grande, no me atrevo a decirlo, tengo miedo de destruirlo si lo digo.                  | Vivir en contacto con quienes amo, con las bellezas de la naturaleza, con una cantidad de libros y música, y tener, en una distancia fácil, un teatro francés. |
| Your idea of misery (Su idea desgracia).                                               | ¿Cuál sería mi mayor infortunio?        | No haber conocido a mi madre o a mi abuela.                                                                                         | Estar separado de Mama. |
| If not yourself, who would you be? (¿Si no usted mismo, quién sería usted?)            | Qué me gustaría ser.                    | Yo mismo, como a las personas que admiro les gustaría que fuese.                                                                    | Ya que surge la pregunta, prefiero no contestarla. De todas formas, me habría gustado mucho ser Plinio el Joven.                                               |
| Where would you like to live? (¿Dónde le gustaría vivir?)                              | El país donde me gustaría vivir.        | Un país donde ciertas cosas que me gustan se volvieran realidad como por arte de magia, y donde la ternura siempre fuese recíproca. | En el país de lo ideal, o más bien, mi ideal. |
| Your favourite colour and flower (Su color y flor favoritos).                          | Mi color favorito.                      | La belleza no está en los colores, sino en su armonía.                                                                              | Me gustan todos y, en cuanto a las flores, no sé. |
| ----                                                                                   | La flor que me gusta.                   | La de él/ella - y después, todas.                                                                                                   | |
| ----                                                                                   | Mi pájaro favorito.                     | La golondrina. | |
| Your favourite prose authors (Sus autores favoritos en prosa).                         | Mis autores favoritos en prosa.         | Actualmente, Anatole France y Pierre Loti.                                                                                          | George Sand, Aug. Thierry |
| Your favourite poets (Sus poetas favoritos).                                           | Mis poetas favoritos.                   | Baudelaire and Alfred de Vigny. | Musset |
| Your favourite heroes in fiction (Sus héroes favoritos en la ficción).                 | Mis héroes en la ficción.               | Hamlet. | Los del romance y la poesía, los que son expresión de un ideal más que de una imitación de lo real.                                                            |
| Your favourite heroines in fiction (Sus heroínas favoritas en la ficción).             | Mis heroínas favoritas en la ficción.   | Bérénice. | Una mujer genial que lleva una vida normal. |
| Your favourite painters and composers (Sus pintores y compositores favoritos).         | Mis compositores favoritos.             | Beethoven, Wagner, Schumann. | Meissonier, Mozart, Gounod |